# Фрументи
Фрументи је насеље у Италији у округу Катанија, региону Сицилија.
Према процени из 2011. у насељу је живело 392 становника. Насеље се налази на надморској висини од 609 м.